# Eloeophila mishimai
Eloeophila mishimai is een tweevleugelige uit de familie steltmuggen (Limoniidae). De soort komt voor in het Palearctisch gebied.